# Сяо-мін-ді
Сяо-мін-ді (кит. трад.: 魏孝明帝; піньїнь: Xiaomingdi; 510 — 31 березня 528) — 9-й імператор Північної Вей у 516—528 роках. Храмове ім'я Шуцзун.

## Життєпис
Походив з роду Юань (Тоба). Син імператора Сюань У-ді. При народженні отримав ім'я Сюй. Оскільки старші брати померли раніше у 512 році стає спадкоємцем трону. У 515 році після раптової смерті батька оголошено новим імператором під ім'ям Сяо-мін-ді при регентстві імператриці Гао.
Втім владу перейняли впливові чиновники та військовики Ю Чжун, Юань Ен, Юань Чен, відсторонивши імператрицю-удовицю Гао та її батька Га Чжао, вуйка померлого імператора. Зрештою Гао Чжао було вбито. Новою регентшею Ху Ши.
Регентша зуміла зміцнити центральний уряд, придушивши внутрішні негаразди та різні повстання, а також зуміла відбити напади на кордони держави. Разом з тим Ху Ши потурала корумпованим чиновникам, особливо з правлячого роду, що послабляло імператорську владу на місцях. Водночас вона була прихильницею буддизму. Привела в порядок буддійські святині Лунменя і відправила до північно-західної Індії буддійського ченця-мандрівника Суньюня.
У 519 році довелося придушувати військовий виступ у столиці Лоян. Разом з тим дії Ху Ши продовжували спустошувати імператорську скарбницю. У 520 році фаворит регентши Юань Ї, князь Цінхе, провів вдалу адміністративну реформу й розпочав боротьбу з корупцією. Це викликало невдоволення сановників Юань Ча та Лю Тена, які зрештою вчинили заколот: Юань Ї було вбито, Ху Ши відсторонено від регентства, новим регентом став Юань Ен. Втім фактично владу перебрав Юань Ча.
Посилення корупції за правління Юань Ча викликало широке невдоволення, на чолі повстання став Юань Сі, князь Чжуншань. Втім воно швидко зазнало поразки. У 520 році, отримавши хабар у 100 лян від Юйцзюлюй Анагуя, поваленого володаря Жужанського каганату, надав останньому війська та дозволив залишити Лоян. Втім внаслідок складного становища внутрішньої боротьби лише у 522 році вдалося поставити Анагуя як васала імперії.
У 522 Анагуй попросив у Сяо-мін-ді проса для посіву та отримав 10 000 лантухів. У 523 році жужани через голод стали грабувати кордони імперії. Каган вибачився перед імператорським послом Юань Фенєм, але сам приєднався до грабіжників, до яких приєдналися повстанці північних провінцій. Головнокомандувач Лі Чун з 10 000 кінноти було відправлено приборкати жужанів, проте не вдалося завдати ворогові нищівної поразки. Втім до 525 року вдалося замиритися з жужанями.
525 році повстав князь Юань Фасен, губернатор провінції Сюй (сучасна північна частина Цзянсу), який оголосив себе імператором. Не в змозі протидіяти Юань Ча, Юань Фасен перейшов на бік держави Лян, здавши їй важливе місто Пенчен. Скориставшись цими невдачами, влітку того ж року Сяо-мін-ді в союзі з Ху Ши та іншими сановниками повалив Юань Ча (йому було вказано вчинити самогубство), прихильників якого страчено. Владу знову перебрала Ху Ши. Невдовзі вдалося повернути під контроль місто Пенчен.
Проте ситуація лише ускладнилася, оскільки імператор не брав участі в управлінні. Регентша потурала впливовим корупціонерам. В результаті скарбниця збідніла, збільшилися податки, що викликало численні повстання селян у провінції Дін (частина сучасної провінції Хебей), місті Чан'ань (на чолі з Сяо Баоїнь, колишнім князем Південної Ці), Бейхай (на півострові Шаньдун). Спроби їх придушити виявилися марними. Цим скористався імператор У-ді з держави Лян, який протягом 528—539 років захопив важливе місто Шоуян.
У 528 році імператор зрештою вирішив відсторонити Ху Ши від влади, проте це стало відомо останній, яка наказала отруїти Сяо-мін-ді. Новим імператором регентша оголосила Юань Чжао як Ю Чжу.

## Девізи правління
- Сіпін (熙平) 516—518
- Шеньгуй (神龜) 518—520
- Чженґуан (正光) 520—525
- Сяочен (孝昌g) 525—527
- Утай (武泰i) 528